# × Psytonia yumanensis
× Psytonia yumanensis – gatunek roślin z monotypowego rodzaju × Psytonia z rodziny storczykowatych (Orchidaceae). Gatunek jest endemitem Dominikany w Ameryce Środkowej. Formuła hybrydowa to Broughtonia domingensis × Psychilis olivacea.

## Systematyka
Gatunek sklasyfikowany do podplemienia Laeliinae w plemieniu Epidendreae, podrodzina epidendronowe (Epidendroideae), rodzina storczykowate (Orchidaceae), rząd szparagowce (Asparagales) w obrębie roślin jednoliściennych.